# Anna Mikusheva
Anna Mikusheva (Анна Евгеньевна Микушева; née le 29 avril 1976) est professeure agrégée d'économie au Massachusetts Institute of Technology. Elle reçoit en 2012 le Prix Elaine-Bennett pour la recherche, un prix biannuel qui reconnaît et célèbre la recherche d'une femme dans le domaine de l'économie, et est co-rédactrice en chef de la revue Econometric Theory. Elle est sélectionnée comme Sloan Research Fellow en 2013.

## Biographie
Mikusheva grandit à Orenbourg, en Russie, et participe à l'Olympiade de mathématiques, ce qui la porte à l'attention des scouts d'un pensionnat de Moscou. Elle poursuit ses études de mathématiques à l'université d'État de Moscou, où elle obtient un diplôme de premier cycle en mathématiques en 1998 et un doctorat en théorie des probabilités en 2001, tout en obtenant simultanément une maîtrise à la New Economic School. Elle obtient ensuite  un doctorat en économie à l'université Harvard en 2007, se spécialisant en économétrie des séries chronologiques, et rejoint la faculté du Massachusetts Institute of Technology. 
Ses recherches se concentrent sur le développement d'outils pour l'estimation de modèles macroéconomiques sophistiqués - tels que les modèles d'équilibre général stochastique dynamique (DSGE) - avec une quantité limitée de données économiques disponibles. Ses méthodes montrent où l'estimation de tels modèles est de plus en moins fiable.